# Luigi Tabacco
Luigi Valerio Efisio Tabacco (Genova, 18 aprile 1901 – Genova, 23 giugno 1933) è stato un calciatore italiano, di ruolo attaccante.

## Biografia
Nato a Genova, compie i primi passi nel mondo del calcio con il Genoa.
Ritiratosi, torna nel capoluogo ligure, dove nel 1933 muore in un incidente poco chiaro: dopo aver detto ad un autista che era venuto a prenderlo di attenderlo, precipita dal quarto piano di un palazzo in un giardino, rimanendo in fin di vita per alcuni giorni e spirando il 23 giugno.

### Carriera
Formatosi nel Genoa, esordisce in massima serie nel 1921 contro il Milan segnando anche una rete.
Con il Grifone raggiunse il secondo posto del girone semifinale A della Prima Categoria 1920-1921.
Nel gennaio 1922 passa alla SPES Genova, con cui si piazza al quinto posto del campionato ligure, nell'ambito della Prima Categoria 1921-1922. Nella stagione 1923-1924, in cadetteria, piazzandosi al settimo posto del Girone B, retrocede con il suo club nella divisione inferiore.
Al termine della stagione torna tra le file del Grifone, disputando la Seconda Divisione 1923-1924 ed ottenendo l'accesso alle finali nazionali perse poi contro il Bologna.
Dopo questa nuova parentesi con il Genoa, viene ingaggiato dalla Sampierdarenese dove rimane per due stagioni.
Con la Sampierdarenese ottiene il sesto posto del Girone B della Lega Nord nella Prima Divisione 1925-1926 ed il sesto del Girone B della Divisione Nazionale 1926-1927.
A seguito della fusione dell'Andrea Doria e della Sampierdarenese gioca la
Divisione Nazionale 1927-1928 tra le file della neonata La Dominante, piazzandosi all'undicesimo e penultimo posto del Girone B.
Chiude la propria carriera giocando con i bianconeri del Rapallo Ruentes, ottenendo l'undicesimo posto del Girone D della Prima Divisione 1930-1931.